# Hans Johansson (formgivare)

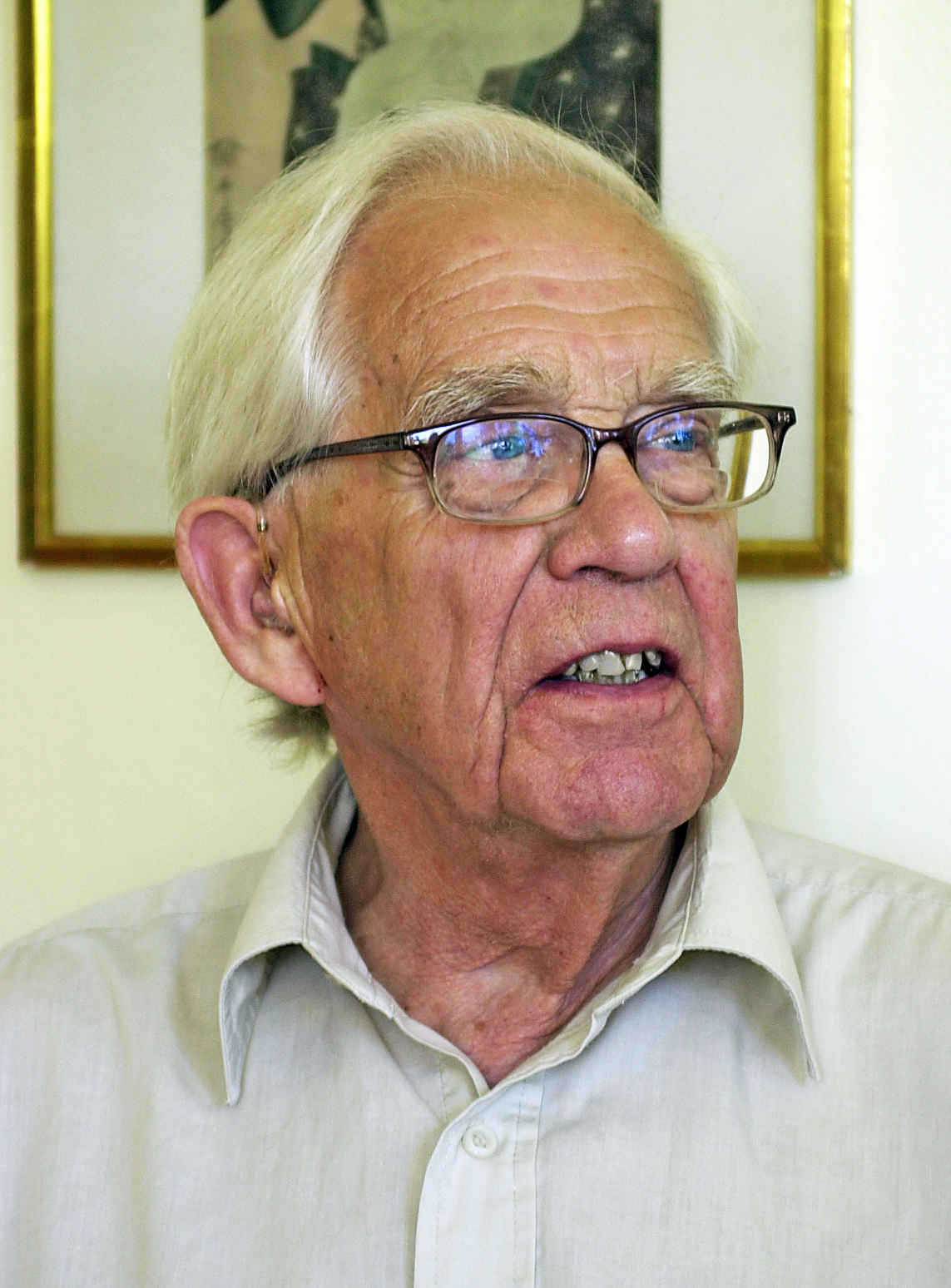
Hans Johansson SIR MSA

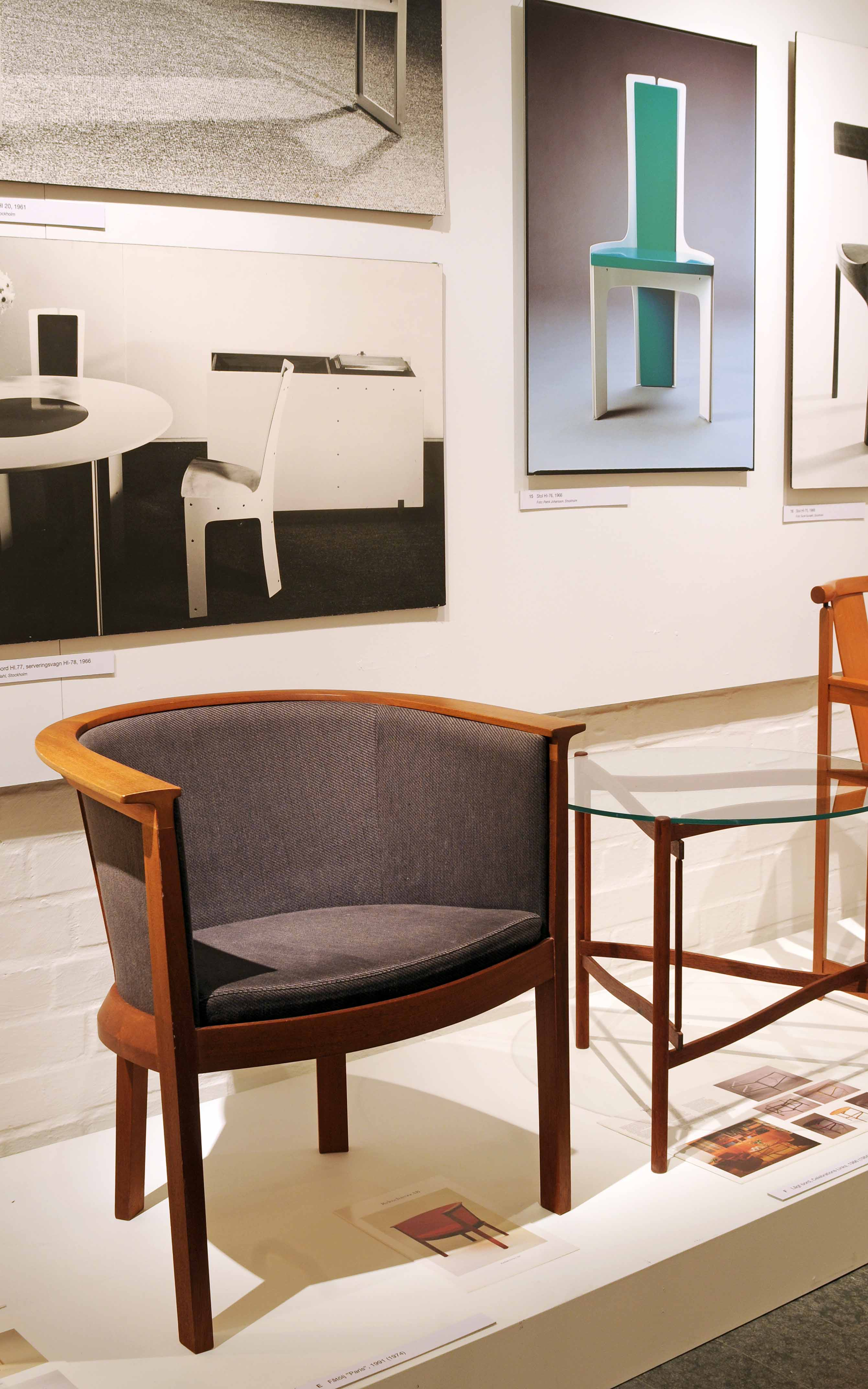
Fåtölj PARIS 1991 (1974) mahogny med svart klädsel

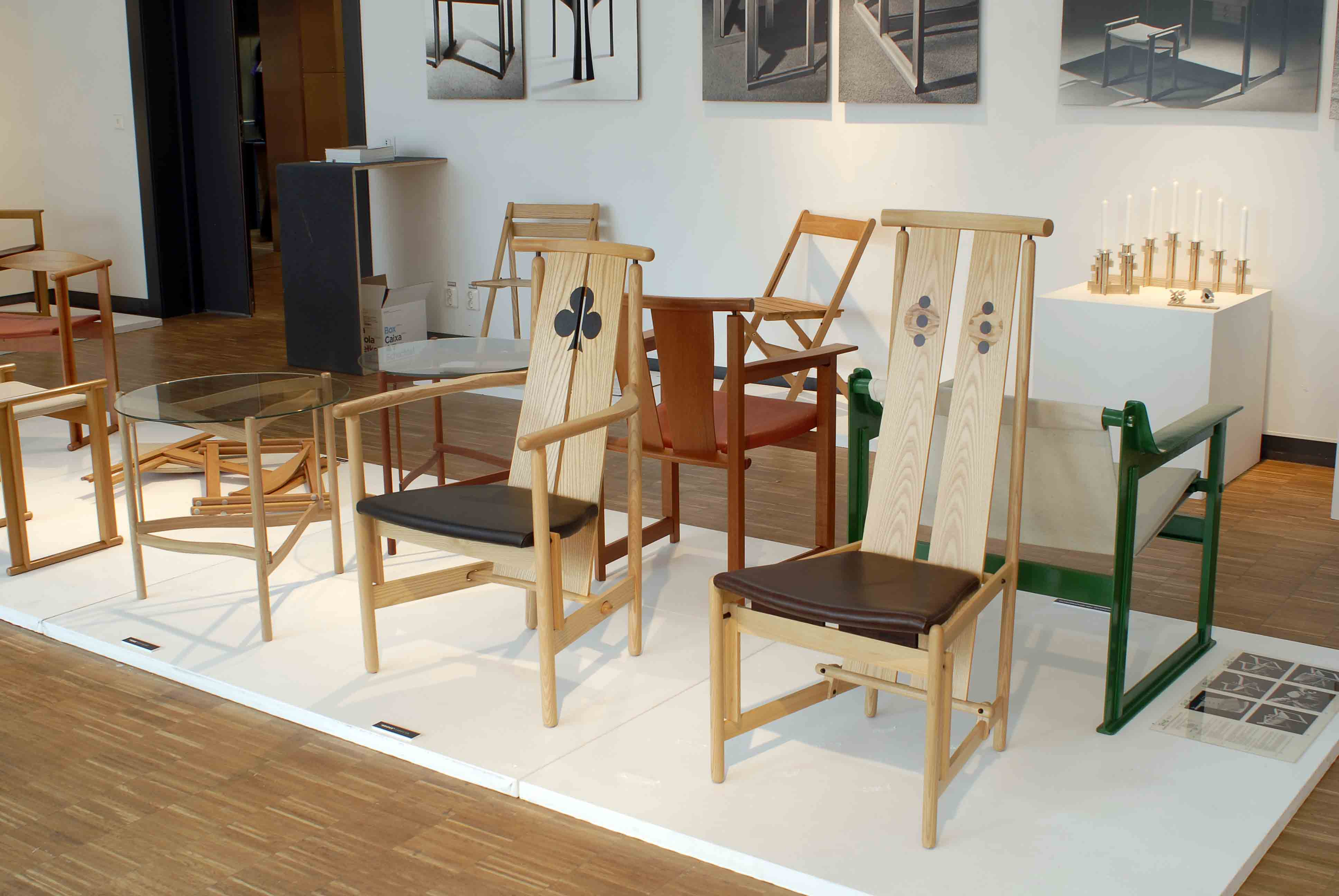

Hans Gustaf Johansson, född 15 oktober 1921 i Falun, död 4 maj 2014 i Bromma, var en inredningsarkitekt och möbelformgivare.

## Biografi

### Privatliv
Johansson föddes som andra barnet av fyra till Gösta och Sigrid Johansson. Hans tog realen vid 17 års ålder vid Falu högre allmänna läroverk. 
Redan under skoltiden började han arbeta i familjens företag Axel Johanssons Möbleringsaffär. Hösten 1944 började han på Högre konstindustriella skolan i Stockholm – senare Konstfack - i fack V (5) möbler och inredning. Han engagerade sig tidigt i SIMS (Svenska inrednings- och Möbelarkitekters sammanslutning) och var en av initiativtagarna till Svenska inredningsarkitekters riksförbund (SIR) som senare blivit en del av Sveriges Arkitekter.
Hans Johansson är gravsatt på Bromma kyrkogård.

### Karriär
Hans Johansson hade från 1948 till 1953 anställning hos inredningsarkitekt Gunnar Eklöf som också hade varit en av hans lärare på Konstfack. Under sin tid hos Eklöf arbetade Hans Johansson bland annat med att ta fram modeller till Åkerblomsstolar, utifrån de fakta som Bengt Åkerblom lagt fram i sin avhandling "Standing and sitting posture" från 1949. Från 1954 till 1958 var han anställd på AB Nordiska Kompaniet, NK Inrednings arkitektkontor, och från 1958 till 1960 var han anställd hos inredningsarkitekt Sven Kai-Larsen arkitektkontor. 1960 startade han eget företag och mellan 1968 och 1983 drev han företaget "Johansson Nordell Arkitektkontor" tillsammans med bästa vännen och kollegan Stig Åke Nordell. Åren 1984 till 2014 hade han en enskild firma "Hans Johansson Arkitektkontor".
Åren 1956–1958 arbetade Johansson med inredningen av Storfors kyrka.  
Mellan 1959 och 1967 var han medlem i HI-gruppen (Hantverksmästare och Inredningsarkitekter i samarbete) som genomförde fyra utställningar 1960, 1961, 1963 och 1966 på Hantverket i Stockholm. 1964–1965 hade HI-gruppen en vandringsutställning: Röhsska museet, Värmlands museum, Dalarnas museum, Gävle museum.
Åren 1972–1973 drev Johansson ett utvecklingsarbete med möbelprojektet Interplast AB och ett kort samarbete med IKEA. 1974–1986 hade han uppdrag för Byggnadsstyrelsen, Utrikesbyrån. Svenska ambassader i utlandet bland annat Paris, Bangkok, Belgrad, Tokyo och Tripoli. 1978–1979 var han aktiv i Möbelprojekt STU (STU-programmen omfattade möbler avsedda att kunna användas både inomhus och utomhus).
Åren 1968 och 1969 tilldelades Hans Johansson Statens stora konstnärsstipendium tillsammans med snickarmästare Anders Berglund. 1979 tilldelades han Träindustriarbetareförbundets formgivarstipendium tillsammans med snickarmästare Anders Berglund. 1984 blev han belönad i Svenskt Tenns designtävling 1984 för bordet Celebration Link.
År 2011 Instiftade Hans Johanssons stipendiefond som utdelar ett pris till, i första hand, studerande vid Carl Malmstens Furniture Studies vid Linköpings universitet som arbetar i Hans Johanssons anda med hantverksmässigt högklassiga, monterbara/demonterbara möbler.
Hans Johansson är representerad i: Nationalmuseum, Röhsska museet, Dalarnas museum, Kulturhuset Leksand, Kalmar konstmuseum och i Arkiv för Svensk Form (ASF)

## Utställningar
- 1952 Representerad på "52 möbler 52", Röhsska museet, Göteborg med en stålrörsstol med samma namn
- 1957 Representerad på "Från detalj till helhet" Nationalmuseum, Stockholm
- 1960 Representerad på Triennalen i Milano med fåtöljen HI-4 (även kallad MILANO)
- 1960 Representerad, genom Stockholms Stads Hantverksförening, på Köbenhavns Snedkerlaugs utställning
- 1964 Representerad på "Form – Fantasi" Liljevalchs konsthall
- 1978-1979 	Dalarnas museum, Falun, utställningen "Tema med variationer" tillsammans med hantverksmästare Anders Berglund
- 1989 Galleri Grythyttan, utställning "4 decennier med möbler"
- 1991  Leksands kulturhus utställning "4 decennier med möbler"
- 1991 Jobs i Stockholm, utställning med delar av "4 decennier med möbler"
- 1991  Stor utställning "3 generationer 3 möbelformgivare" på Kalmar Konstmuseum, Arkiv för Svensk Form (ASF) med Gunnar Eklöf och Jonas Osslund. Utställningen visades 1992 på Vikingsbergs konstmuseum, Helsingborg, utställning
- 2012 Utställning "Hans Johansson" på Carl Malmstens Furniture Studies, Lidingö
- 2021 Hans Johanssons jubileumsutställning i Wallénhallen vid Leksands folkhögskola [6][7]